# О небе
«О небе» (греч. Περὶ οὐρανοῦ) — трактат греческого философа Аристотеля.
Трактат состоит из 4 книг. Первые две книги, посвящены структуре космоса в целом, составляют по объёму две трети всего трактата. В третьей и четвёртой книгах написаны рассуждения о нашем мире, состоящем, по мнению автора, из четырёх традиционных элементов.
Первые переводы трактата с греческого языка на латинский были выполнены Гийомом де Мербеке и Робертом Гроссетестом в XIII веке.